# Berufsleben
Das Berufsleben ist die Zeitdauer, die eine Person damit verbringt, Erwerbsarbeit zu verrichten. Das Berufsleben wird in der Regel kontrastiert mit der Freizeit. Das Berufsleben definiert sich sozial durch gewisse Regeln, die sich als Kleiderordnungen, Verpflichtung zu diplomatischen und kooperativen Umgangsformen, Verschwiegenheitspflichten etc. äußern. Der Einstieg in das Berufsleben ist kulturell bedingt unterschiedlich. Das Berufsleben beginnt in der Regel nach einer abgeschlossenen Berufsausbildung oder Studium endet mit dem Eintritt in die Rente. So dauerte ein Berufsleben einer Person, die 2018 in Deutschland ins arbeitsfähige Alter von 15 Jahren kam, im Schnitt 38,7 Jahre.
Die Geschichte eines individuellen Berufsleben bzw. des beruflichen Werdegangs wird als Erwerbsbiografie bezeichnet.